# احمد آقالی
احمد آقالی (به لاتین: Əhmədağalı) یک منطقه مسکونی در جمهوری آذربایجان است که در شهرستان آق‌دام واقع شده است. احمد آقالی ۲۵۶۳ نفر جمعیت دارد.